# صدرآباد (نوق)
صدرآباد یک روستا در ایران است که در بخش نوق شهرستان رفسنجان واقع شده‌است. صدرآباد ۲۴ نفر جمعیت دارد.